# Kuil 32
Het pand Kuil 32 is het enige rijksmonumentale pand aan de Kuil in het centrum van de Noord-Hollandse stad Hoorn. Het pand is mogelijk rond 1650 gebouwd. In 1967 is het tijdens een restauratie ingestort en volledig herbouwd.

## Geschiedenis
In de 18e eeuw werd het pand al aangeduid als een bakkerij. In 1716 kocht Roelof Wijntgis het pand van de erfgenamen van Gerbrand Scheuroff. Het is ook bekend dat hij het pand al sinds 1705 van Scheuroff huurde. In 1785 was Johannes Verfaille als wittebroodbakker er gevestigd. Het pand bleef tot 1942 deze functie behouden. In 1942 werd de winkel gesloten, omdat de toenmalig eigenaar weigerde een ariërverklaring af te leggen. De familie bleef nog wel in het pand woonachtig.
In 1937 is het pand met behulp van Vereniging Oud Hoorn gerestaureerd. Omdat het naastgelegen pand aan de rechter zijde gesloopt was werd er onder andere een venster in de rechter muur geplaatst. In 1959 kocht de gemeente Hoorn, op aandringen van voornoemde vereniging, het pand. In 1965 werd het pand door de gemeente overgedaan aan de Vereniging Hendrick de Keyser, deze kocht het pand voor 1 gulden. In de herfst van 1967 begon de vereniging met een restauratie, omdat het pand zeer bouwvallig was geraakt. In november van dat jaar stortte het pand vrijwel geheel in door een herfststorm. Pas in 1968 werd begonnen met herbouw, met behoud van originele materialen waar mogelijk. Doordat het pand was ingestort kwam er wel een houten puibalk tevoorschijn, hieruit bleek dat de pui van origine van hout is geweest.

## Exterieur
De voorgevel is, in opzet, een trapgevel uit de 17e eeuw. De dekplaten van de trappen en de waterlijsten zijn gemetseld, in plaats van voorzien te zijn van natuurstenen platen. De pui is van hout en heeft een 18e-eeuwse indeling. De voordeur zit in het midden met aan weerszijden een venster met roedenverdeling.
Tot 1968 bevond zich achter het pand de aangebouwde bakkerij, deze stamde in vorm uit 1903. Bij de restauratie werd deze aanbouw vervangen door een aanbouw met keuken.

## Interieur
Tijdens de herbouw is gebruikgemaakt van zoveel mogelijk originele materialen. Onder andere de vloer, van Naamse steen, de spiltrap en de zijkamer zijn teruggeplaatst. De zijkamer bleek origineel te zijn, deze bestaat uit eikenhouten schotten. Een groot deel van het originele, onversierde houtskelet is hergebruikt. Op het houten skelet, de zijkamer, spiltrap en de vloer na is het interieur modern.